# Jan Pronk (polityk)
Johannes Pieter (Jan) Pronk (ur. 16 marca 1940 w Scheveningen) – holenderski polityk, ekonomista, nauczyciel akademicki i dyplomata, działacz Partii Pracy (PvdA), poseł do Tweede Kamer, minister w kilku rządach.

## Życiorys
Z wykształcenia ekonomista, w latach 1957–1964 kształcił się w Uniwersytecie Erazma w Rotterdamie. Od 1965 pracował na macierzystej uczelni, będąc m.in. asystentem ekonomisty Jana Tinbergena. Był również pracownikiem naukowym instytutu ekonomicznego Nederlands Economisch Instituut. Zaangażował się w międzyczasie w działalność polityczną w ramach Partii Pracy, do której wstąpił w 1965. Pełnił różne funkcje w strukturach tego ugrupowania, m.in. pierwszego wiceprzewodniczącego partii w latach 1987–1989.
W 1971 po raz pierwszy został wybrany do Tweede Kamer, reelekcję do niższej izby Stanów Generalnych uzyskiwał w wyborach w 1972 i 1977. Od marca do maja 1973 był przedstawicielem krajowego parlamentu w Parlamencie Europejskim. Od maja 1973 do grudnia 1977 w gabinecie Joopa den Uyla pełnił funkcję ministra bez teki odpowiedzialnego za sprawy współpracy i rozwoju. Brał m.in. udział w negocjacjach dotyczących niepodległości Surinamu i przyznania temu państwu pomocy finansowej.
W pierwszej połowie lat 80. odszedł z krajowej polityki. Pełnił funkcje zastępcy sekretarza generalnego Konferencji Narodów Zjednoczonych ds. Handlu i Rozwoju (UNCTAD) oraz zastępcy sekretarza generalnego ONZ. W 1986 powrócił do kraju, ponownie uzyskał mandat deputowanego do Tweede Kamer, odnawiał go w wyborach w 1989, 1994 i 1998. W 1989 był profesorem na Uniwersytecie Amsterdamskim.
Od listopada 1989 do sierpnia 1998 ponownie sprawował urząd ministra do spraw współpracy i rozwoju (w rządach Ruuda Lubbersa i Wima Koka). Od lutego do marca 1991 tymczasowo wykonywał również obowiązki ministra obrony. W sierpniu 1998 w drugim gabinecie Wima Koka został ministrem mieszkalnictwa, planowania przestrzennego i środowiska, stanowisko to zajmował do lipca 2002.
Od 2001 ponownie współpracował z ONZ. Do 2003 był specjalnym przedstawicielem i doradcą sekretarza generalnego Kofiego Annana do spraw zrównoważonego rozwoju. W latach 2004–2006 pełnił funkcję specjalnego wysłannika ONZ w Sudanie (gdzie organizował misję UNMIS). Od 2003 do 2010 był profesorem w International Institute of Social Studies w Hadze. W 2013 zrezygnował z członkostwa w Partii Pracy.

## Odznaczenia
- Order Lwa Niderlandzkiego III klasy (Holandia, 1978)
- Order Oranje-Nassau IV klasy (Holandia, 2002)
- Oficer Legii Honorowej (Francja, 2001)[1]